# Wymysłów (Biskupice)
Wymysłów – przysiółek wsi Biskupice w Polsce, położony w województwie małopolskim, w powiecie krakowskim, w gminie Iwanowice.
W latach 1975–1998 przysiółek administracyjnie należał do województwa krakowskiego.